# Thecla tityrus
Thecla tityrus är en fjärilsart som beskrevs av Felder 1865. Thecla tityrus ingår i släktet Thecla och familjen juvelvingar. Inga underarter finns listade i Catalogue of Life.